# Yeeeah Baby
Albums de Big Pun
Capital Punishment
(1998) Endangered Species
(2001)
Singles
1. It's So Hard
Sortie : 2000
2. 100%
Sortie : 2000

Yeeeah Baby est le deuxième et dernier album studio de Big Pun, sorti le 4 avril 2000, à titre posthume.
L'opus, publié deux mois après le décès du rappeur, s'est classé 1er au Top R&B/Hip-Hop Albums et 3e au Billboard 200 et a été certifié disque d'or le 13 juillet 2000 par la Recording Industry Association of America (RIAA). 

## Liste des titres
| No  | Titre                                                                       | Contient un (des) sample(s) de | Durée |
| --- | --------------------------------------------------------------------------- | --- | ----- |
| 1.  | The Creation (Intro)                                                        | | 1:29  |
| 2.  | Watch Those (Produit par Knobody)                                           | Gotcha (Theme from Starsky & Hutch) de Tom Scott | 3:20  |
| 3.  | Off Wit His Head (featuring Prospect – Produit par Just Blaze)              | | 4:06  |
| 4.  | It's So Hard (featuring Donell Jones – Produit par Young Lord)              | En Un Rincon Del Alma de Danny Rivera One More Chance (Remix) de The Notorious B.I.G. featuring Faith Evans Dolly My Baby (Bad Boy Extended Mix) de Super Cat featuring The Notorious B.I.G., Puff Daddy et 3rd Eye | 2:52  |
| 5.  | We Don't Care (featuring Cuban Link – Produit par Young Lord)               | | 3:12  |
| 6.  | New York Giants (featuring M.O.P. – Produit par Mahogany et Minnesota)      | Song to the System des Segments of Time | 3:30  |
| 7.  | My Dick (featuring Tony Sunshine – Produit par Guy Boogie et KNS)           | Jo Jo de Gino Vannelli | 3:19  |
| 8.  | Leatherface (Produit par Jugrnaut et Mike Trauma D)                         | Redemption (Theme From Rocky II) de Bill Conti Friend of Mine de The Notorious B.I.G. Niggaz Done Started Something de DMX featuring The Lox et Ma$e                                                                | 3:25  |
| 9.  | Air Pun (Skit)                                                              | | 0:51  |
| 10. | 100% (featuring Tony Sunshine – Produit par Sean Cane)                      | Anita de Lalo Schifrin El Dia De Suerte de Willie Colón et Héctor Lavoe | 3:51  |
| 11. | Wrong Ones (featuring Sunkiss – Produit par Just Blaze)                     | John Blaze de Fat Joe et Big Pun featuring Jadakiss, Nas et Raekwon Method Man (Remix) (Skunk Mix) du Wu-Tang Clan                                                                                                  | 4:07  |
| 12. | Laughing at You (featuring Tony Sunshine – Produit par Ogee)                | Don't You (Forget About Me) des Simple Minds Juicy de The Notorious B.I.G. | 4:26  |
| 13. | Nigga Shit (Produit par Buckwild)                                           | | 1:45  |
| 14. | Ms. Martin (featuring Remy Ma – Produit par DJ Shok)                        | | 4:16  |
| 15. | My Turn (Produit par L.E.S.)                                                | Incognito de Oneness of Juju | 3:48  |
| 16. | You Was Wrong (featuring Fat Joe, Drag-On et Remy Ma – Produit par DJ Shok) | | 3:51  |